# Cascade Délices
La cascade Délices est une chute d'eau française située le long de la Petite Rivière Saint-Jean près de Quartier Français, à Sainte-Suzanne, sur l'île de La Réunion. Le bassin dans lequel elle se jette est un lieu de baignade.